# Lincoln EL Series
Lincoln EL-Series – model samochodu osobowego pełnowymiarowej klasy luksusowej produkowany pod amerykańską marką Lincoln w latach 1948–1951, od 1949 do 1951 roku modelowego. Nie miał nadanego oznaczenia modelu; określany był w literaturze jako seria EL lub jako „standardowy Lincoln”, w odróżnieniu od większego spokrewnionego z nim modelu Lincoln Cosmopolitan.
Samochody Lincoln serii EL produkowano z nadwoziami: sedan, coupé i kabriolet. Napęd stanowił silnik V8 o pojemności 5,5 litra. Wyprodukowano ogółem ponad 72 tysiące egzemplarzy samochodów tej serii.

## Historia i opis modelu

### Model 1949

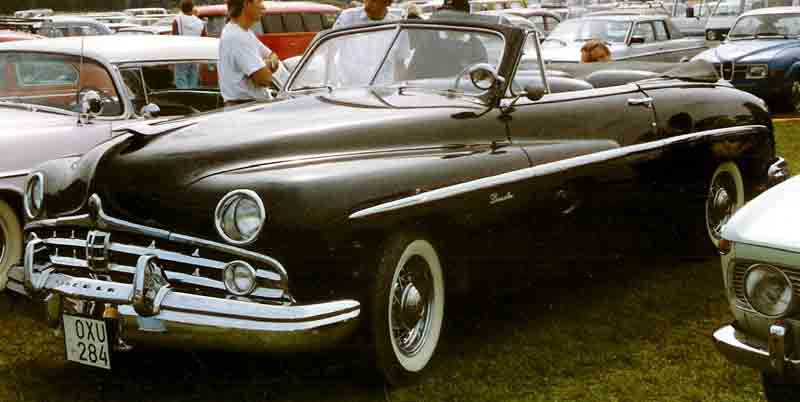
Lincoln kabriolet z 1949

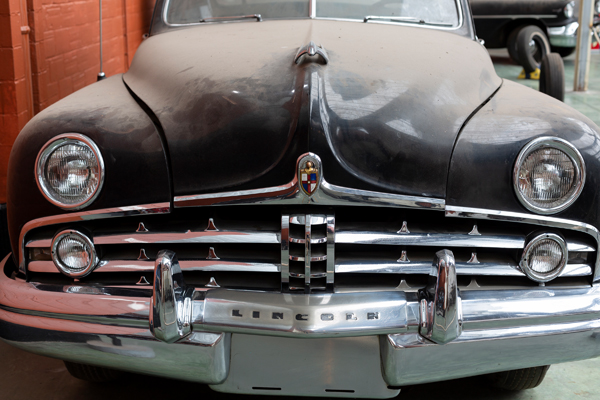
Atrapa chłodnicy modelu 1949

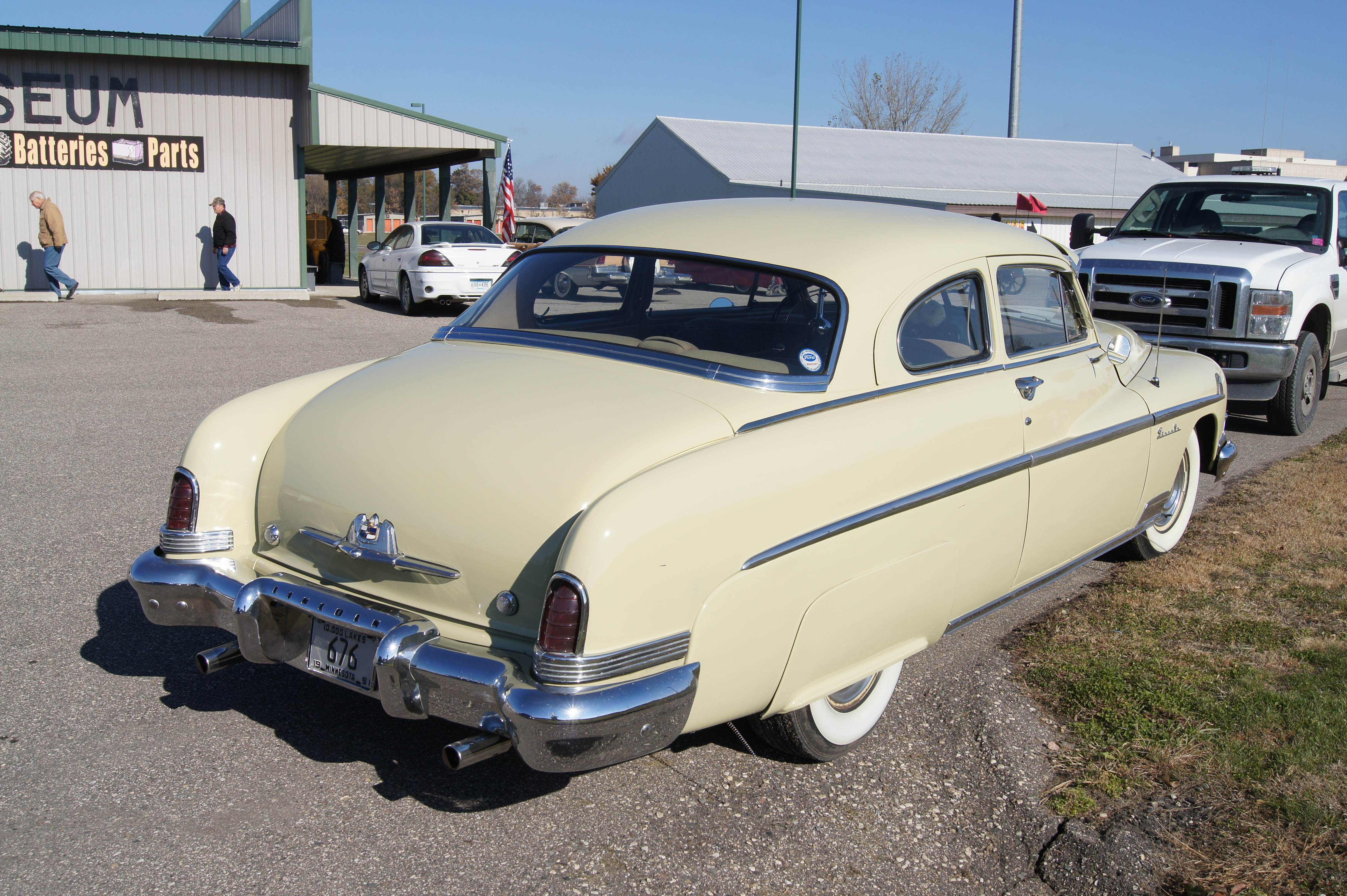
Lincoln Club Coupe od tyłu (1951)

W 1948 roku koncern Forda przedstawił swoje pierwsze powojenne samochody nowej konstrukcji, określone jako rok modelowy 1949. Jako pierwsze z nich zadebiutowały w sprzedaży już 22 kwietnia 1948 roku nowe samochody marki Lincoln. Nowe modele Lincolna, będące następcą wywodzącej się sprzed wojny serii H, zyskały nowoczesne jak na te czasy nadwozie, z gładkimi ścianami bocznymi, bez wystających na boki błotników. Górna linia błotników płynnie przechodziła w wybrzuszoną maskę silnika, a w przedniej części błotników wpasowane były pojedyncze reflektory. W ten sposób koncern Forda jako pierwszy z trójki wielkich producentów amerykańskich wprowadził na rynek nadwozia pontonowe, a samochody jego marek były wśród najnowocześniej stylizowanych na rynku w tym roku. Charakterystyczne tylko dla samochodów Lincoln z tych lat było umieszczenie reflektorów w chromowanych zagłębionych oprawach. Atrapa chłodnicy stała się szeroka, chromowana, z górną belką obramowującą atrapę, dwoma belkami poniżej i pionowymi elementami je łączącymi – w tym wąską kratką pośrodku. Na masce samochód miał uskrzydloną ozdobę. 
Standardowy Lincoln nie nosił nazwy modelu, a jedynie oznaczenia wersji nadwoziowych: czterodrzwiowy sedan (Sport Sedan), dwudrzwiowe coupé (Club Coupe) i dwudrzwiowy kabriolet (Convertible). Samochody te określane bywają natomiast w literaturze od numerów seryjnych pierwszego rocznika jako EL-Series (seria EL). Wszystkie modele były sześciomiejscowe, a w sedanie tylne drzwi otwierały się w kierunku do tyłu. Rozstaw osi standardowych Lincolnów wynosił 121 cali (307 cm). Osobno Lincoln wprowadził wydłużony droższy model o nazwie Cosmopolitan, od którego standardowy Lincoln różnił się wizualnie dwuczęściową szybą przednią zamiast pojedynczej, przetłoczeniami na przednich drzwiach na przedłużeniu błotników i ozdobną listwą boczną na całą długość, a nie tylko na przednich błotnikach. Nadwozie Lincolna z tego roku posłużyło także jeszcze jako baza do skonstruowania krótszego nowego modelu marki Mercury.
Napęd stanowił silnik dolnozaworowy V8 konstrukcji Forda, o pojemności 336,7 cali sześciennych (5,5 l), dający moc 152 KM (brutto). Lincoln tym samym zaprzestał stosowania silników V12, których używał od 1933 roku; przy tym nowa jednostka rozwijała większą moc. Skrzynia biegów była 3-biegowa manualna, za dopłatą dostępny był nadbieg. Dopiero na początku 1949 roku wprowadzono opcjonalnie skrzynię automatyczną Hydra-Matic, za dopłatą 200 dolarów (produkowaną na licencji General Motors). Kabriolet miał automatycznie podnoszony dach.
W ramach pierwszego wydłużonego roku modelowego wyprodukowano 38 384 samochody, co stanowiło nieco ponad połowę produkcji Lincolna (52%). Produkowano je tylko w zakładach w Detroit. Ceny bazowe wynosiły od 2527 dolarów za coupe, przez 2574 dolarów za sedan, do 3116 dolarów za kabriolet. W wyposażeniu fabrycznym był zegar elektryczny, a w skład wyposażenia opcjonalnego wchodziło m.in. radio i hydraulicznie sterowane szyby i fotele.

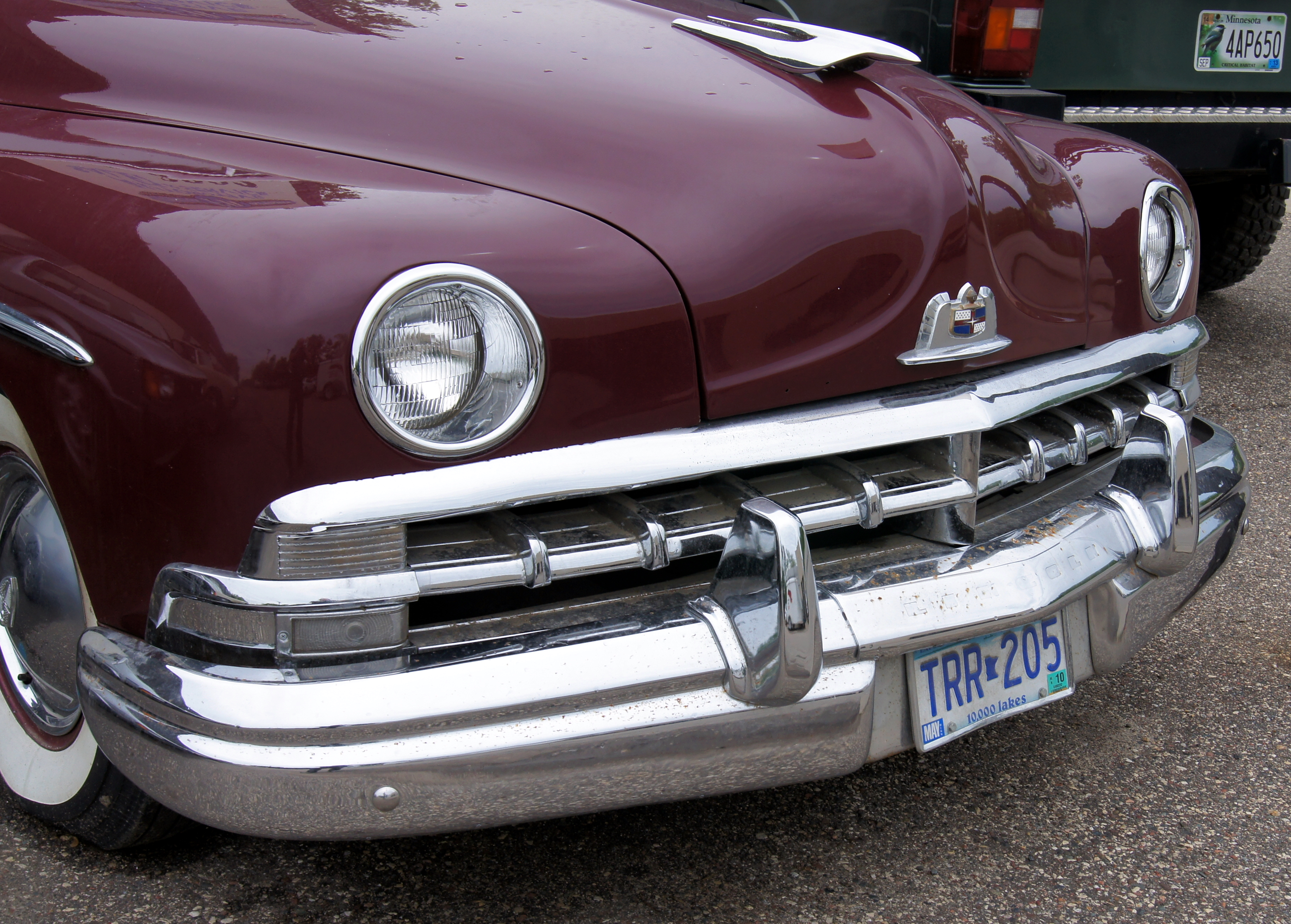
Atrapa chłodnicy Lincolna z 1950

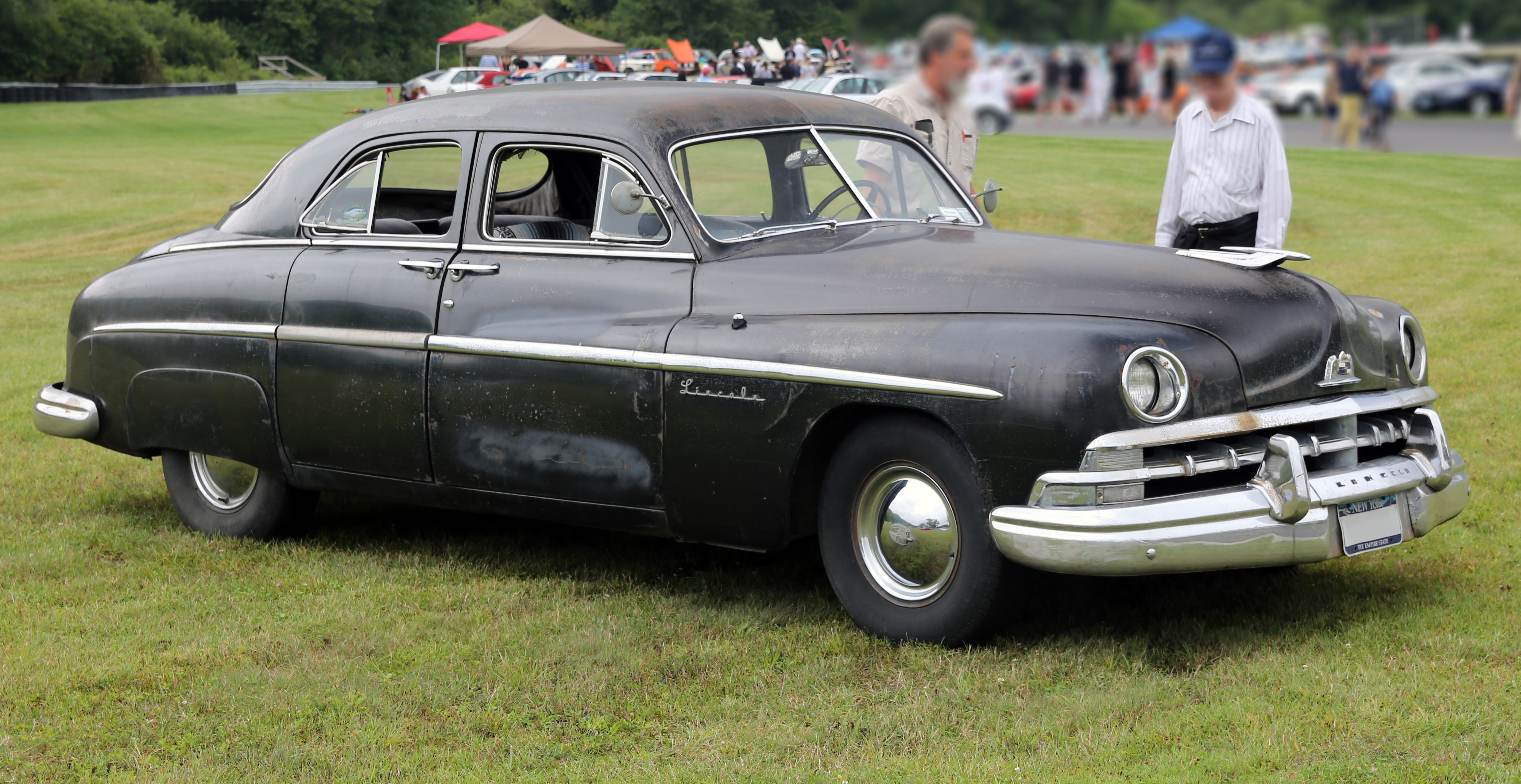
Lincoln Sport Sedan z 1950

### Model 1950
W styczniu 1950 roku samochody poddano liftingowi, przede wszystkim obejmującemu całkiem nowy styl atrapy chłodnicy. Pomiędzy grubym chromowanym zderzakiem a górną belką była tylko jedna pozioma belka środkowa, z ozdobnymi żebrami. Zmieniła się też forma świateł parkingowych (kierunkowskazów). Zamiast kabrioletu, obok dotychczasowego coupé i sedana wprowadzono bardziej luksusowe coupé o nazwie Lido, z dachem pokrytym winylem imitującym skórę. Ceny samochodów Lincoln 1950 roku modelowego pozostały takie same (Lido – 2720 dolarów), a ogółem powstało ich 17 489. Do zakładów w Detroit doszły zakłady w Los Angeles i zmieniono w związku z tym wzór numerów seryjnych.

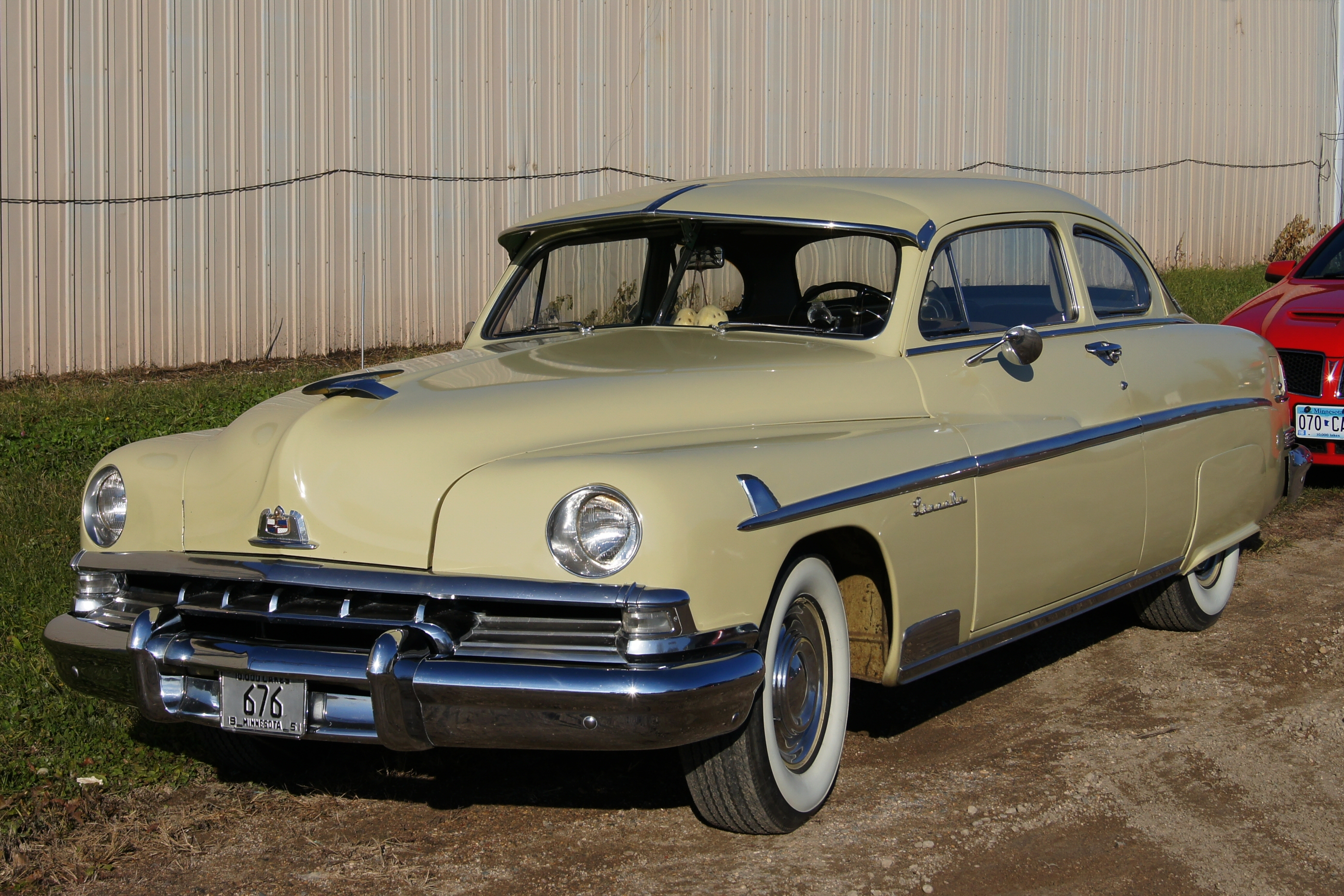
Lincoln Club Coupe z 1951

### Model 1951
Samochody 1951 roku modelowego wprowadzono już w listopadzie poprzedniego roku. Ponownie poddano liftingowi atrapę chłodnicy, a także ozdoby. Na początku bocznej listwy była dodana ozdobna płetwa nachylona do przodu (takie same listwy otrzymał tegoroczny model Cosmopolitan). Moc silnika w tym roku była podawana jako 154 KM, przy takim samym stopniu sprężania.
Wersje nadwoziowe pozostały takie, jak w poprzednim roku, a ceny bazowe nawet spadły o około 1% (od 2505 dolarów za coupé do 2702 dolarów za coupé Lido). Wyprodukowano 16 761 samochodów, z tego prawie 3/4 sedanów. Dopiero w lutym 1952 roku zaprezentowano nowe modele marki, a rolę podstawowego Lincolna przejął nowy Lincoln Cosmopolitan.

### Sport
Dzięki dobremu prowadzeniu się i mocnym silnikom, duże i luksusowe Lincolny były także używane w sporcie samochodowym, odnosząc pewne sukcesy. Samochód taki zwyciężył w pierwszym w historii wyścigu serii Strictly Stock NASCAR 19 czerwca 1949 roku w Charlotte (kierowca Jim Roper) oraz w piątym wyścigu tej serii 18 września w Hamburgu (kierowca Jack White). W 1950 roku Lincolny modelu 1949 zajęły pierwsze i trzecie miejsce w pierwszym wyścigu serii NASCAR Grand National na torze Daytona Beach, a łącznie startowało ich aż 9. W tym roku także Tim Flock zwyciężył Lincolnem w drugim wyścigu w Charlotte, lecz po tym liczba samochodów tego typu w wyścigach spadła. Ostatnim większym osiągnięciem było drugie miejsce Tima Flocka w Lincolnie model 1950 w pierwszym wyścigu sezonu 1951 w Daytona Beach.

## Dane techniczne (1949)
- Silnik: gaźnikowy dolnozaworowy V8, chłodzony cieczą, umieszczony podłużnie z przodu, napędzający koła tylne
- Pojemność skokowa: 336,7 cali sześciennych (5517 cm³)[3]
- Średnica cylindra × skok tłoka: 3½" × 4⅜” (88,9 × 111,1 m)[10]
- Moc maksymalna (brutto): 152 KM przy 3600 obr./min[b][10]
- Stopień sprężania: 7:1[3]
- Gaźnik: dwugardzielowy[3]
- Skrzynia przekładniowa: trzybiegowa manualna, opcjonalnie z nadbiegiem Touch-O-Matic, opcjonalnie automatyczna Hydra-Matic[3]
- Sprzęgło: jednotarczowe, suche[10]
- Przekładnia główna: hipoidalna[10]
- Opony: 8,20×15[10]

- Podwozie: rama prostokątna, nitowana i spawana, ze wzmocnieniem centralnym w formie X[10]
- Zawieszenie przednie: niezależne, na wahaczach poprzecznych i sprężynach śrubowych z amortyzatorami teleskopowymi[10]
- Zawieszenie tylne: resory wzdłużne półeliptyczne z amortyzatorami teleskopowymi[10]